# The Plot in You
The Plot in You è un gruppo musicale metalcore statunitense formato nel 2010 da Landon Tewers (ex membro dei Before Their Eyes) e attualmente composto da Tewers, Ethan Yoder, Josh Childress e Michael Cooper.

## Storia

### Inizi e debutto conWife BeatereFirst Born
Il gruppo nacque intorno al 2008 col nome di Vessels come progetto secondario del chitarrista dei Before Their Eyes Landon Tewers, formato insieme ad alcuni amici. Dopo aver scritto il brano Wife Beater il gruppo decise di pubblicare "per gioco" un EP omonimo, pubblicato il 13 luglio 2010 da InVogue Records, la stessa etichetta dei Before Their Eyes; tra i temi trattati vi sono abusi minorili, stupri, omicidi e violenza domestica. Vedendo il potenziale di Vessels Tewers scelse di lasciare il gruppo precedente e rinominò il progetto in The Plot in You per evitare confusioni con altre band omonime, reclutando Anthony Thoma e Josh Childress per le chitarre, Ethan Yoder per il basso e Cole Worden per le percussioni.
Nell'estate 2010 il gruppo annunciò di aver firmato un contratto con Rise Records, annunciando l'uscita del primo album nei primi mesi del 2011. Sul finire dello stesso anno presero parte ai primi tour come supporto degli A Plea for Purging per il loro The Mosh PotatTour, pubblicando poi i primi due singoli estratti dal nuovo album: Unwelcome e Miscarriage. Il 19 aprile 2011 la band pubblicò l'album di debutto First Born, proseguendo tour e concerti per gran parte del 2011 e del 2012.

### Could You Watch Your Children Burn
Verso la fine del 2011 il gruppo annunciò di essere già al lavoro per un nuovo album; contemporaneamente il chitarrista Anthony Toma rese noto di aver lasciato la band per tornare a scuola, venendo rimpiazzato dal chitarrista degli A Bullet for Pretty Boy Derrick Sechrist. Il secondo album, Could You Watch Your Children Burn, è stato pubblicato sempre da Rise Records il 15 gennaio 2013, venendo preceduto nel dicembre 2012 dai singoli Premeditated e Fiction Religion.

## Formazione

### Attuale
- Landon Tewers – voce, tastiere, programmazione (2010-presente), chitarre (2014-presente), batteria e percussioni (2014-2015)
- Ethan Yoder – basso (2010-presente)
- Josh Lewis Childress – chitarre (2010-presente)
- Michale Cooper – batteria e percussioni (2021-presente)

### Ex componenti
- Anthony Thorma – chitarre (2010-2012)
- Cole Worden – batteria e percussioni (2010-2013)
- Derrick Sechrist – chitarre (2012-2014)
- Kevin Rutherford – batteria e percussioni (2013-2014)
- Mathis Arnell – batteria e percussioni (2015-2021)

### Turnisti
- Alex Ballew – batteria e percussioni (2014-2015; 2017)

## Discografia

### Album in studio
- 2011 – First Born
- 2013 – Could You Watch Your Children Burn
- 2015 – Happiness in Self Destruction
- 2018 – Dispose
- 2021 – Swan Song

### EP
- 2010 – Wife Beater
- 2024 – Vol. 1
- 2024 – Vol. 2
- 2024 – Vol. 3

### Singoli
- 2010 – Unwelcome
- 2011 – Miscarriage
- 2012 – Premeditated
- 2012 – Fiction Religion
- 2015 – My Old Ways
- 2015 – Crows
- 2015 – Take Me Away
- 2015 – Dear Old Friend
- 2017 – Feel Nothing
- 2017 – Not Just Breathing
- 2018 – Disposable Fix
- 2020 – Repay
- 2021 – Face Me
- 2021 – Enemy
- 2021 – Paradigm
- 2022 – Divide
- 2023 – Left Behind
- 2023 – Forgotten